# Olof-Jons damm
Olof-Jons damm är en sjö i Sala kommun i Västmanland och ingår i Norrströms huvudavrinningsområde. Sjön är 3 meter djup, har en yta på 1,6 kvadratkilometer och befinner sig 72 meter över havet. Sjön avvattnas av vattendraget Skvalån. Vid provfiske har bland annat abborre, braxen, gers och mört fångats i sjön.

## Delavrinningsområde
Olof-Jons damm ingår i det delavrinningsområde (664900-153985) som SMHI kallar för Utloppet av Olof-Jons Damm. Medelhöjden är 81 meter över havet och ytan är 9,3 kvadratkilometer. Räknas de 5 avrinningsområdena uppströms in blir den ackumulerade arean 62,8 kvadratkilometer. Skvalån som avvattnar avrinningsområdet har biflödesordning 3, vilket innebär att vattnet flödar genom totalt 3 vattendrag innan det når havet efter 146 kilometer. Avrinningsområdet består mestadels av skog (73 procent). Avrinningsområdet har 1,54 kvadratkilometer vattenytor vilket ger det en sjöprocent på 16,5 procent.

## Fisk
Vid provfiske har följande fisk fångats i sjön:
- Abborre
- Braxen
- Gärs
- Mört
- Sarv
- Sutare